# Dicranota (Rhaphidolabis) trichopyga
Dicranota (Rhaphidolabis) trichopyga is een tweevleugelige uit de familie Pediciidae. De soort komt voor in het Nearctisch gebied.